# Gare de Portets
La gare de Portets est une gare ferroviaire française de la ligne de Bordeaux-Saint-Jean à Sète-Ville, située sur le territoire de la commune de Portets, dans le département de la Gironde en région Nouvelle-Aquitaine.
Elle est mise en service en 1855 par la Compagnie des chemins de fer du Midi et du Canal latéral à la Garonne (Midi). 
C'est une halte voyageurs de la Société nationale des chemins de fer français (SNCF) du réseau TER Nouvelle-Aquitaine, desservie par des trains express régionaux.

## Situation ferroviaire
Établie à 14 mètres d'altitude, la gare de Portets est située au point kilométrique (PK) 20,275 de la ligne de Bordeaux-Saint-Jean à Sète-Ville, entre les gares de Beautiran et d'Arbanats.

## Histoire

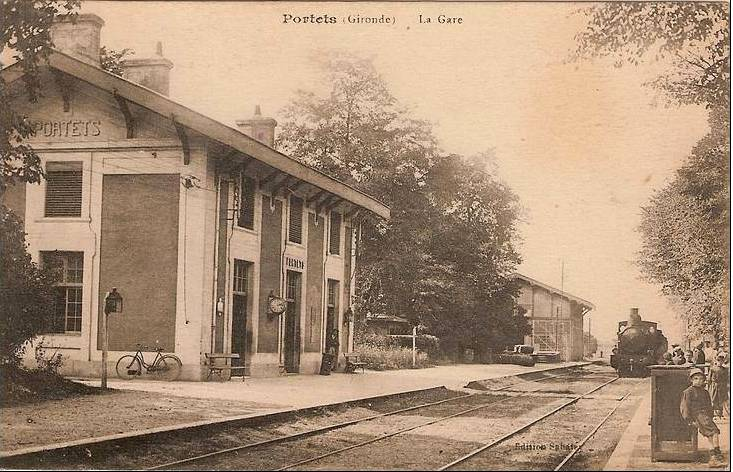
La gare au début du XXe siècle.

La station de Portets est mise en service le 31 mai 1855 par la Compagnie des chemins de fer du Midi et du Canal latéral à la Garonne (Midi), lorsqu'elle ouvre à l'exploitation la section de Bordeaux à Langon de son chemin de fer de Bordeaux à Sète.
En 2014, c'est une gare voyageurs d'intérêt local (catégorie C : moins de 100 000 voyageurs par an de 2010 à 2011), qui dispose de deux quais (le quai « 1 » dispose d'une longueur utile de 160 m pour la voie « V1 » et le quai « 2 » d'une longueur utile de 155 m pour la voie « V2 ») et un abri.

## Fréquentation
De 2015 à 2023, selon les estimations de la SNCF, la fréquentation annuelle de la gare s'élève aux nombres indiqués dans le tableau ci-dessous.
| Année           | 2015   | 2016   | 2017   | 2018    | 2019    | 2020   | 2021    | 2022    | 2023    |
| --------------- | ------ | ------ | ------ | ------- | ------- | ------ | ------- | ------- | ------- |
| Voyageurs seuls | 80 757 | 80 217 | 91 047 | 101 476 | 121 322 | 86 776 | 103 146 | 123 754 | 137 512 |

## Service des voyageurs

### Accueil
Halte SNCF, c'est un point d'arrêt non géré (PANG) à accès libre. Elle est équipée d'automates pour l'achat de titres de transport TER.

### Desserte
Portets est une halte voyageurs du réseau TER Nouvelle-Aquitaine, desservie par des trains express régionaux de la relation Bordeaux - Langon (ligne 43.2).

### Intermodalité
Un parc pour les vélos y est aménagé. Le stationnement des véhicules est possible à proximité.

## Galerie de photographies

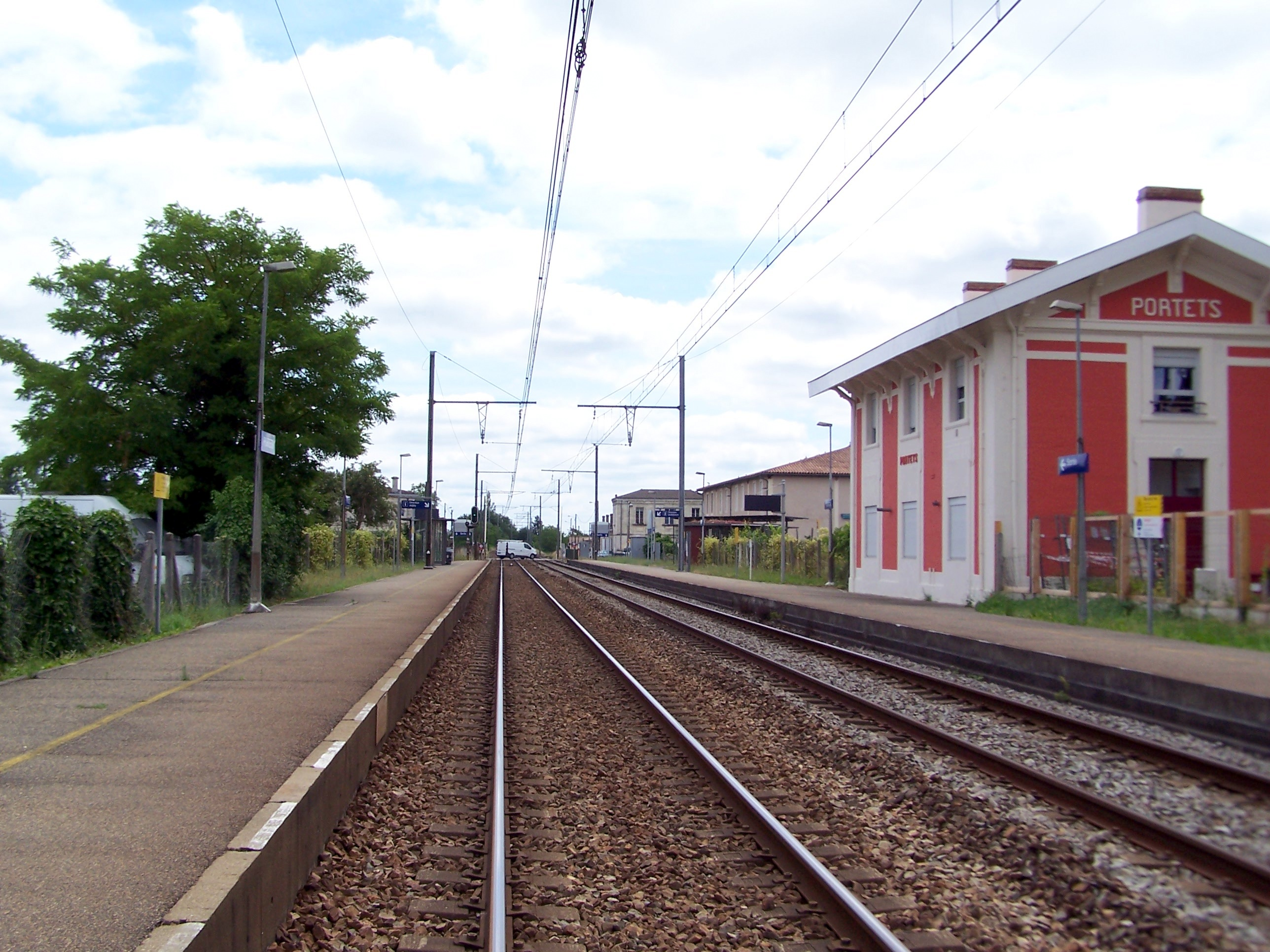
Les voies en direction de Bordeaux.
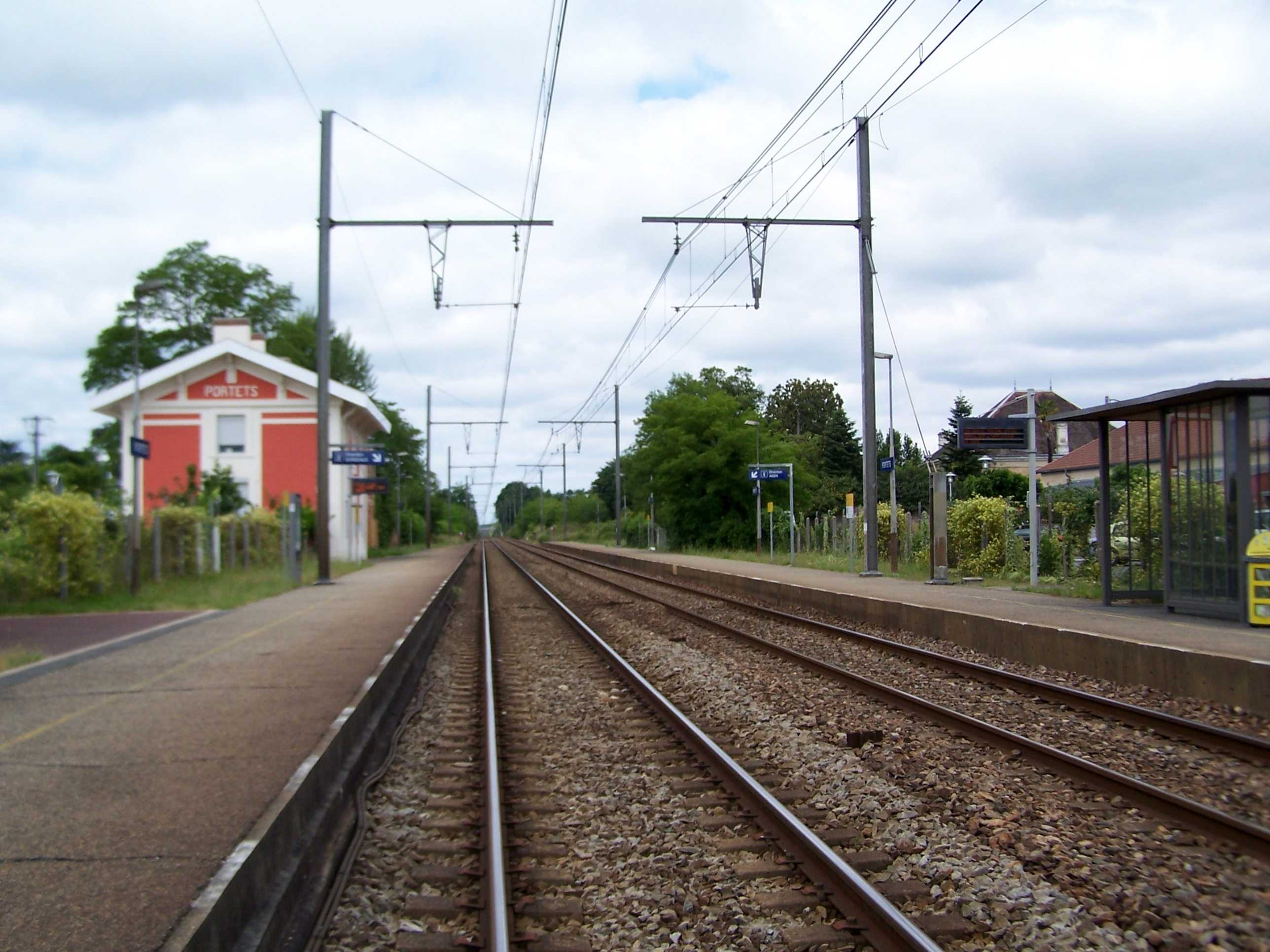
Les voies en direction d'Agen.
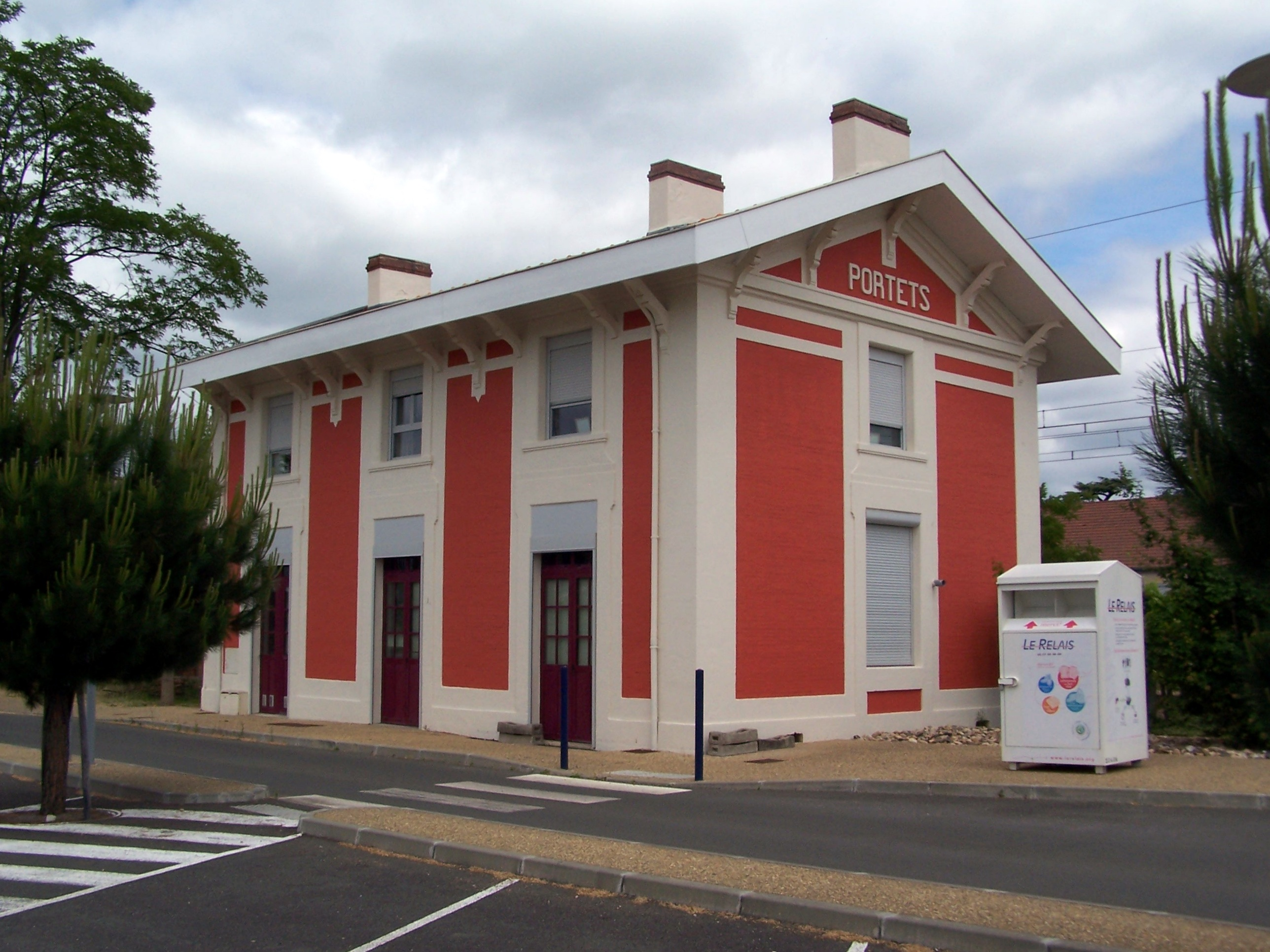
L'ancien bâtiment voyageurs désaffecté.